# 普洛季奇諾湖 (洛克尼亞區)
56°37′28″N 29°53′32″E / 56.62444°N 29.89222°E
普洛季奇諾湖（俄语：Плотично），是俄羅斯的湖泊，位於該國西北部，由普斯科夫州負責管轄，處於洛克尼亞區，面積1.2平方公里，集水區面積1.89平方公里，平均水深9.1米，最大水深18.3米。